# Чё те надо?
«Чё те надо?» (первый состав группы «Балаган Лимитед») — музыкальная группа, созданная в мае 1996 года в городе Рыбинске, до ухода Светланы Маховой в 2014 году (по причине переезда остальных участников в Москву) состав ансамбля не менялся. Руководителем коллектива является заслуженный работник культуры России Елена Громова. Входит в состав Ярославской филармонии.

## История группы
После заключения договора со студией «Союз» с песней «Чё те надо» в декабре 1996 года группа «Балаган Лимитед» заняла первое место по московским радиостанциям среди русских народных песен.
За три года было записано 3 аудиоальбома: «Чё те надо», «Письмо любимому», «Тик-так, ходики». Коллектив стал лауреатом Национальной премии «Овация». Часть текстов песен (кавер песни группы Boney M «Багамы, мама», дуэт с Филиппом Киркоровым «Наивная») были написаны продюсером группы Сергеем Хариным. 
Но конфликт между продюсером и коллективом по различным вопросам привёл к тому, что Сергей Харин уже не мог и не хотел вести дело со своими подопечными. В том же году полной неожиданностью стал тот факт, что группа не имела права выступать под названием «Балаган Лимитед», так как этот товарный знак принадлежал одной из московских компаний. Продюсеру стоило не мало усилий разрешить данный конфликт и выкупить часть прав на этот знак. Именно это факт повлиял на решение суда по вопросу: кто имеет право называться группой «Балаган Лимитед». Тогда же Харин набрал новых участников группы. Ныне современная группа «Балаган Лимитед» ведёт свою историю и дискографию с 1 июня 1999 года, тогда как изначальная — с 1996 года. Под названием «Балаган Лимитед» первый состав отработал всего три года.
Группа записывает новые песни, снимает новые клипы, принимает участие в таких телевизионных передачах, как: «ОСПесня−99», «Осп кабачок», «Моя семья», «Счастливый случай», «Сто к одному», «День за днём», «Амба ТВ», «Башня», «Аншлаг» и многих других. Участвовала в крупнейшем фестивале во Франции «Мидем-2000».
В мае 2000 года артисты — изначальный состав — оставили прежнее название и стали называться по первому своему хиту — «Чё те надо?». В 2001 году на студии «Квадро Диск» у группы вышел новый альбом «Приходи-ка на чаёк, выпьем водочки!», названный так по песне Михаила Танича и Виталия Окорокова. В этом альбоме была также представлена песня Ильи Духовного «Вдоль реки» (сл. Сергея Патрушева). Группа продолжила работу с такими известными композиторами и поэтами, как Анатолий Поперечный и Эдуард Ханок.
На студии «Муха» были сняты два клипа: на песню «Приходи-ка на чаёк, выпьем водочки!» и на песню «Вдоль реки». На remix «Чё те надо» режиссёр Сергей Лобан снял забавный клип. Также был снят клип на песню «Мила».
2002 год. Выпущен пятый по счету альбом «Кабы не было зимы».
2003 год. Группа выступила инициатором и организатором фестиваля современной народной песни «Большая медведица», открытие которого состоялось 1 ноября в Ярославле в Театре юного зрителя.
В июне 2004 г. в городе Ярославле состоялся Первый открытый фестиваль современной народной песни «Большая Медведица» в городах Золотого кольца Ярославской области. Группа «Чё те надо?» выпустила сборник песен «Хиты народной волны», в котором были представлены песни 10 финалистов.
2006 год. Участники группы отправились снимать клип на песню «Пеньково — не Рио» за 450 км от Москвы, в село Кукобой Ярославской обл., на официальную родину Бабы Яги. А 26 ноября на сцене в Мобайл плазе торгового Комплекса «Горбушкин двор» состоялась презентация альбома «Пеньково-не Рио» и автограф-сессия группы. В серии «Grand collection» компании «Квадро-диск» вышел MP3-диск-антология.
В 2014 году группу покинула Светлана Махова, после чего музыканты стали работать вчетвером.

## Дискография
| Название                         | Год выпуска |
| -------------------------------- | ----------- |
| Чё те надо?                      | 1997        |
| Письмо любимому                  | 1998        |
| Новый лучший Балаган Лимитед     | 1999        |
| Тик-так ходики                   | 1999        |
| Приходи на чаёк, выпьем водочки! | 2001        |
| Кабы не было зимы                | 2002        |
| Пеньково не Рио                  | 2006        |
| Серия «GRAND collection»         | 2007        |
| Серия «GRAND collection» MP3     | 2007        |
| Где найти мужчину?               | 2019        |